# Aconcagua
El Aconcagua es una montaña en el departamento Las Heras, en la provincia de Mendoza, en el oeste de la República Argentina en las cercanías del límite con Chile. Integra la Cordillera Principal, componente de la cordillera de los Andes. Con 6960,8 m s. n. m. (metros sobre el nivel del mar), es el pico más eminente de los hemisferios meridional y occidental, el más alto de la Tierra después del sistema de los Himalayas y de la cordillera del Pamir en Tayikistán (ambas cordilleras en Asia) y, por tanto, el más elevado en América.

## Toponimia
El origen del término «Aconcagua» es incierto, aunque se postulan diversas procedencias:
- del mapudungún aconca hué (que significa "que viene del otro lado");
- del quechua akonkauak podría significar "la roca que mira sus alrededores", o "centinela de piedra";
  - akón[cita requerida] y kauak (del verbo kaua, que significa "mirar" o "el que mira");
- del quechua aquun qawaq: "oteador del arenal"
  - akjuun: "su arenal", y kjauakj: "oteador", "que ve".[2]
- del idioma aimara kon qaua, que podría traducirse como "centinela blanco" o "monte nevado".[3] Es posible que el nombre original sea «janq'u q'aua» [jankju kjaua] ("quebrada blanca").[4]
- del mapudungún konkaua, de konka: "atado de paja para techar", y ua: "lugar donde hay algo".[5]

## Características generales

### Descripción
El Aconcagua se ubica en el departamento Las Heras de la provincia de Mendoza —en el noroeste provincial—, al centro-oeste de la República Argentina. Se encuentra dentro del parque provincial Aconcagua.
El Aconcagua es la cumbre más alta de los hemisferios sur y occidental; también es la montaña más elevada de la Tierra entre las situadas fuera del sistema de los Himalayas y de la Cordillera del Pamir. Posee dos picos principales: la cumbre norte, de 6960 m s. n. m. (metros sobre el nivel del mar), coordenadas: 32° 39′ 31″ S 70° 0′ 42″ W; y la cumbre sur, de 6930 m s. n. m. Durante décadas, figuró en las publicaciones la altura de 6955 m s. n. m., y posteriormente la de 6965 m s. n. m.
En este sector de la frontera de Argentina y Chile el límite entre los dos países se establece por la línea de divisorias de aguas y del cerro Tolosa impiden que los deshielos que nacen en el Aconcagua se encaminen hacia el océano Pacífico, siendo tributarios del Atlántico. Además las aguas de estos cerros tampoco van al Pacífico, por lo que la frontera corre a 14 km (kilómetros) hacia el occidente del Aconcagua, hasta el cerro Caracoles, sobre el Cordón de los Dedos, dejando al Aconcagua enteramente en territorio argentino.
Al norte y al este limita con el valle de las Vacas y al oeste y al sur con el valle de los Horcones inferior. Varios glaciares atraviesan sus laderas; los más importantes son el glaciar Nororiental o Polaco y el del Este o Inglés.
Estudios geológicos sitúan la elevación del Aconcagua en la edad Permotriásica, unos 200 a 280 millones de años atrás. La montaña fue creada por la subducción de la placa de Nazca debajo de la placa sudamericana durante la orogenia andina (terciaria, por lo tanto geológicamente reciente).
Durante los inicios de su exploración se pensó que era un volcán, pues uno de sus exploradores, Paul Güssfeldt, comprobó que las rocas que lo conformaban eran de origen volcánico, pero el profesor Walter Schiller, investigador geólogo del Museo de La Plata, publicó en uno de sus trabajos, que estas rocas volcánicas fueron depositadas en el lugar por fuertes eventos tectónicos y que no se evidenciaba ningún orificio o cráter en la cima del mismo.

### Santuario inca
A 5300 m s. n. m. (metros sobre el nivel del mar) se encontró un enterramiento ritual incaico en el cual se había practicado el capac cocha, consistente en el sacrificio de un niño de 7 a 8 años de edad durante el período inca (1400 a 1532 d. C.).
El hallazgo sucedió durante el verano de 1985. Ese año, el Club Andinista de Mendoza cumplía 50 años de vida y, como parte de las actividades conmemorativas, la institución presidida por Félix Fellinger, planificó numerosas expediciones al Aconcagua por cuatro rutas. Una de estas fue por la poco frecuentada arista sureste, por donde transitaban los hermanos Alberto y Franco Pizzolón, y Fernando y Juan Carlos Pierobón. Alberto Pizzolón observó algo que le llamó la atención: «¡Ahí hay pasto!»; a lo que respondieron: «¿Cómo? ¡Si estamos a más de cinco mil metros de altura!».
El «pasto» que creyeron ver los andinistas, resultó corresponder a un conjunto de plumas amarillas y negras que habían formado parte de un penacho.
Las plumas que se veían de lejos estaban frente a dos gruesos muros semicirculares pircados, muy derruidos, cercanos a un círculo de piedras de un metro de diámetro. En el relleno protegido por una de las pircas se hallaba, semienterrado debido al desplazamiento de parte de la tierra, el fardo funerario que contenía el cuerpo fuertemente plegado de un niño de unos 7 años de edad. Estaba envuelto por numerosas piezas textiles, siendo la más externa un manto totalmente engarzado con plumas amarillas, probablemente de papagayo.
El cráneo presentaba una rotura debido a la erosión, al haber quedado a la intemperie. En su interior podía observarse el cerebro, colapsado por deshidratación. Los descubridores se limitaron a tomar muestras y acordaron mantener el hallazgo en secreto, para evitar un posible saqueo; luego, regresaron al campamento base para dar aviso del descubrimiento. Veinte días más tarde, una expedición organizada regresó al sitio. El Dr. Juan Schobinger, un arqueólogo y experto en culturas andinas interrumpió sus vacaciones para viajar a Mendoza y ver con sus propios ojos la momia del Aconcagua.
Dos días se demoraron en alcanzar el contrafuerte «pirámide» con sus dos gruesas pircas. En el segundo día de trabajo se hallaron varios objetos que evidenciaron que se trataba de un sacrificio humano hecho por los incas: junto al niño, se encontraban 6 estatuillas coincidentes con la cultura incaica, representando figuras humanas y camélidos en oro laminado, plata y Spondylus (una valva del océano Pacífico). Su cuerpo actualmente se encuentra resguardado en el laboratorio del Centro Científico Tecnológico (ex-Cricyt). 
El «Niño del Aconcagua» ha vuelto a revelar algo más de sí. A partir de un estudio de ADN destinado a secuenciar su genoma mitocondrial, un equipo de científicos españoles y argentinos lograron establecer que la momia pertenecía a un linaje que no había sido detectado hasta ahora en poblaciones contemporáneas y que se remonta a los tiempos en que el hombre llegó a América en la primera oleada migratoria (hacia el 22 000 a. C.).
Otras evidencias de la presencia inca en el Aconcagua son:
- En el año 1947, Thomas Kopp y Lothar Herold, escaladores de origen alemán, partieron con el objetivo de llegar a la cima del monte y a mitad del camino a la cumbre hallaron en las rocas un esqueleto de guanaco, del que quedaban solo huesos y algo de cuero en el abdomen. Desde ese momento, a ese filo se lo conoce como «Filo del Guanaco». Como detalle, de manera obvia un animal no podría llegar por sus propios medios hasta esas alturas, debido a la dificultad para hacerlo y la falta de oxígeno, por lo que es posible que fuese conducido por los Incas hasta allí y dejado como ofrenda.
- En la zona de Confluencia, a 3350 m s. n. m., fueron halladas algunas pircas de piedra, en los alrededores un tambo y una estatuilla femenina de Spondylus cerca del camino. Aparentemente esta última la perdieron los Incas en su ascensión al cerro.
- En una de las primeras ascensiones, se halló un montículo de piedras (apacheta) de gran tamaño en la cumbre, que con el paso del tiempo, las constantes expediciones al Aconcagua y otros factores resultaron en su desaparición. Todos estos hallazgos confirman al monte Aconcagua como uno de los más grandes «apu» del Imperio inca en el Collasuyo.[12]

### Infraestructura regional

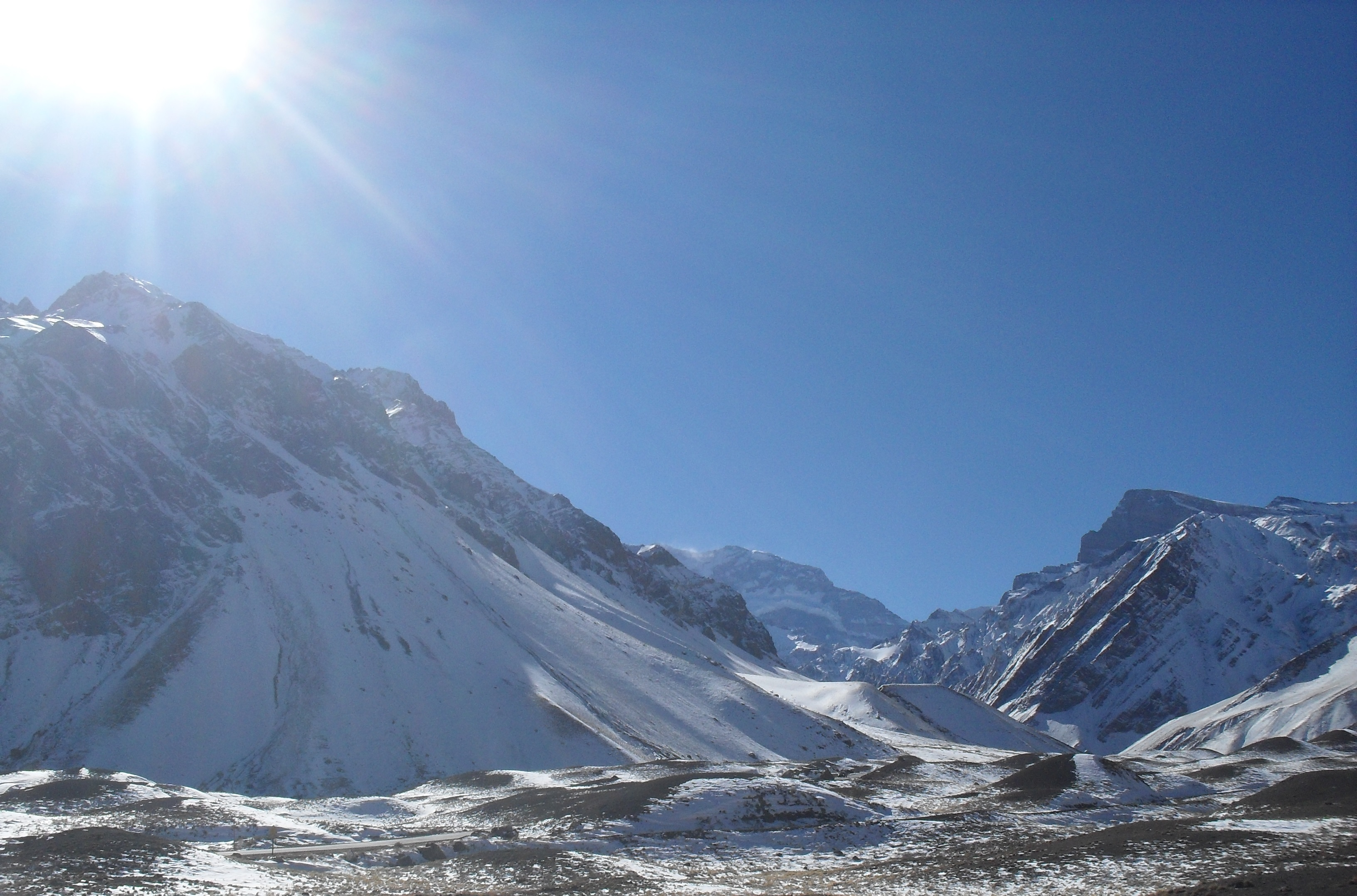
El Aconcagua desde el mirador en la entrada del parque provincial.

A solo 3 kilómetros está un caserío llamado Puente del Inca, donde aún existe una fuente de aguas termales, una feria de artesanías, y un hostal de 2 estrellas del mismo nombre. Al final del Parque Aconcagua está el «Puente confluencia», lugar donde varias parejas han realizado el ritual de compromiso y que da inicio al ascenso al Monte Aconcagua. Un nuevo centro de asistencia fue inaugurado en enero de 2011 a una altitud de 5975 m s. n. m. (metros sobre el nivel del mar): el Refugio Elena, en el Aconcagua (se considera por ahora el refugio estable de montaña más alto de la Tierra), gracias a la donación que realizaron familiares de la andinista italiana Elena Senín, quien perdió la vida luego de llegar a la cumbre en enero de 2009. El refugio —destinado a emergencias y operativos de rescate— está ubicado en el campamento Plaza Cólera, en la bifurcación de las dos rutas más transitadas de ascenso al Aconcagua, la Norte y la del Glaciar de los Polacos.

#### Centros de esquí más cercanos

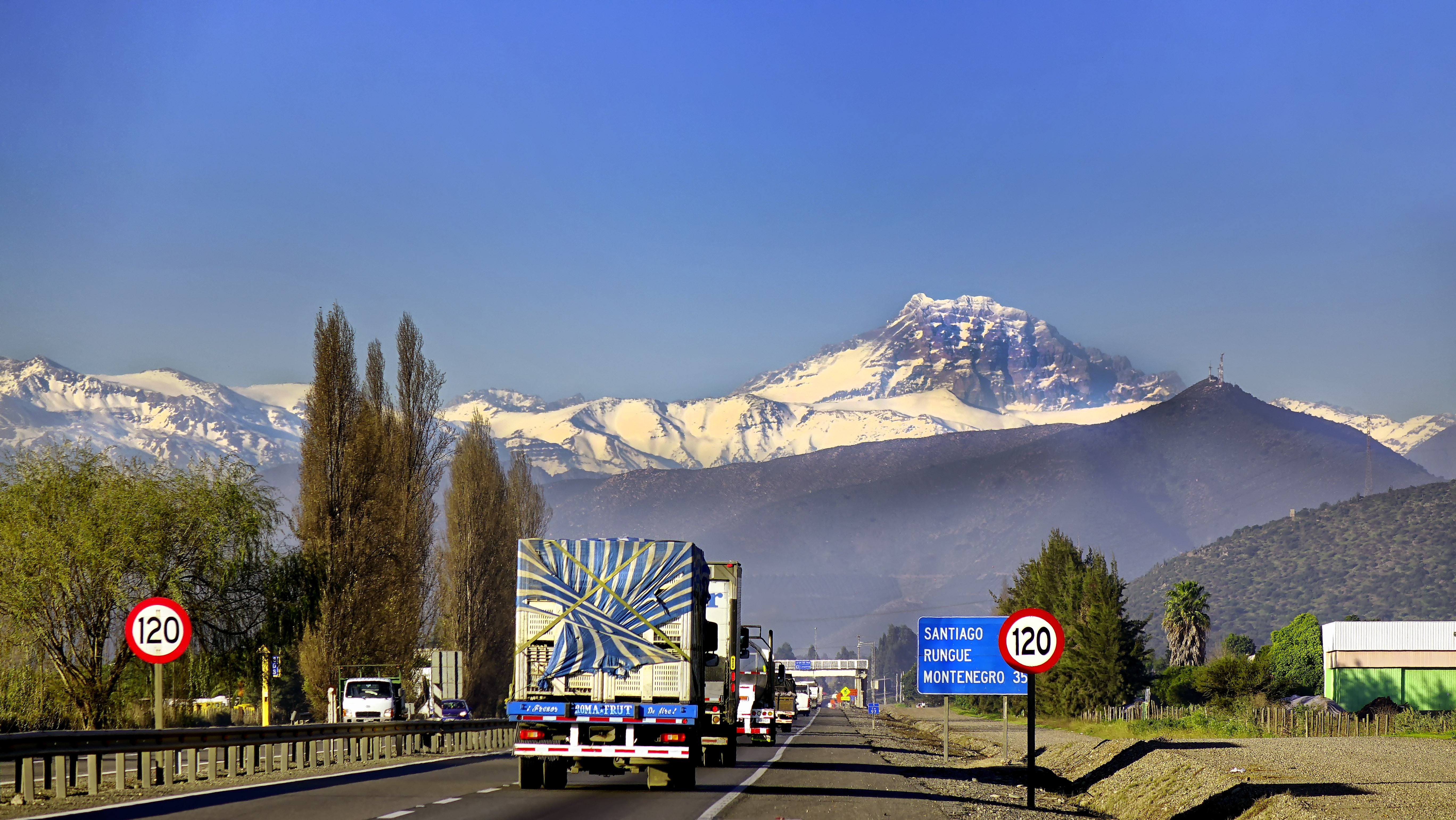
Vista del monte Aconcagua desde la localidad de Ocoa, en la Región de Valparaíso (Chile).

Los centros para la práctica de esquí más próximos a esta montaña son:
- Los Penitentes, Los Puquios y Vallecitos en Argentina.
- El Arpa y Portillo en Chile.

## Ascensos

### Vías

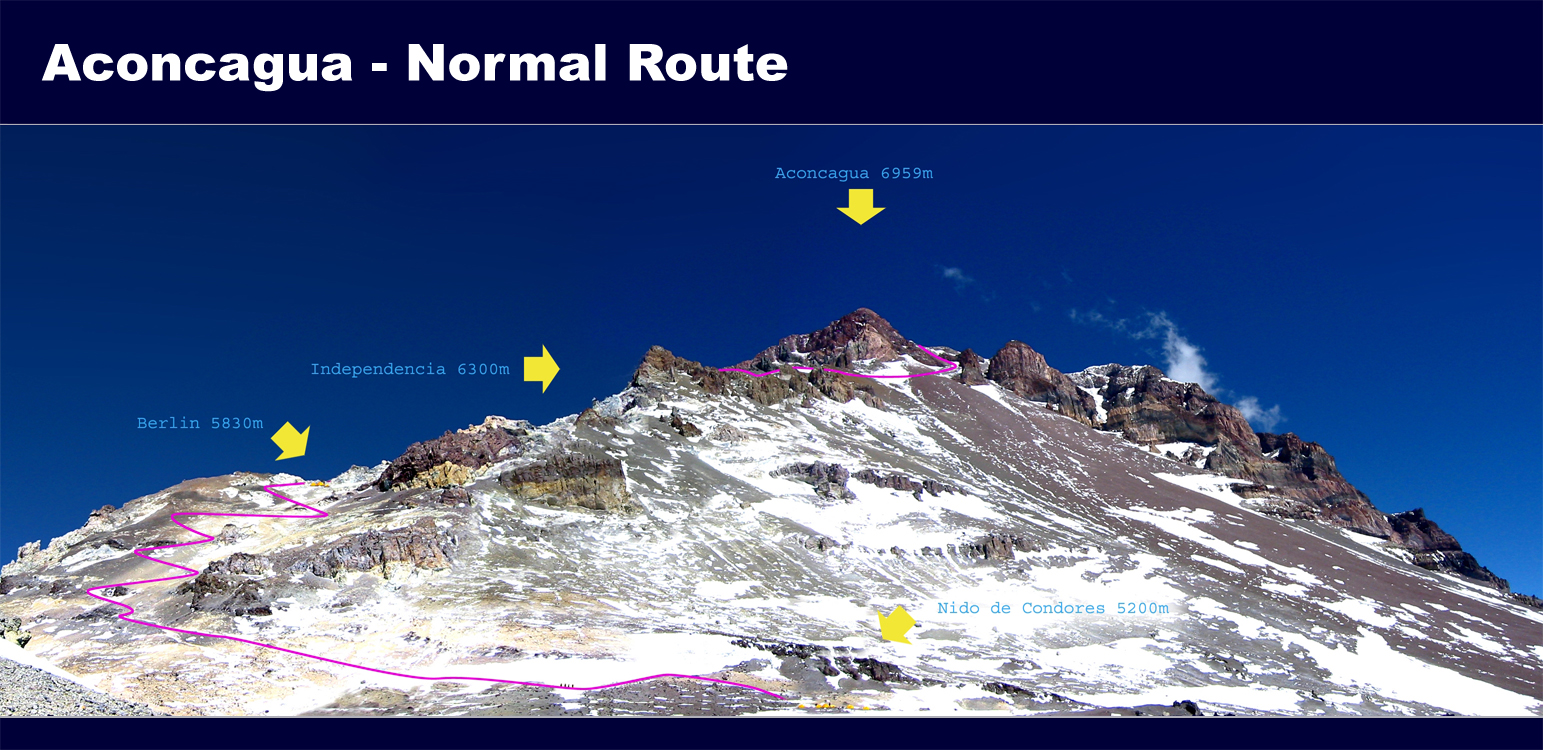
Ascenso por la Ruta normal.

Es una montaña muy frecuentada por montañistas de todo el mundo, con una entrada de 6000 a 7000 visitantes por temporada, que se extiende entre diciembre y marzo.
En términos montañistas el Aconcagua es técnicamente sencillo desde la cara norte, a través de la «vía normal» del noroeste, en la que no es necesario el uso de técnicas de escalada. Los efectos de la altitud son muy severos (la presión atmosférica es el 40 % de la existente a nivel del mar) provocando generalmente apunamiento en los escaladores. Las condiciones climatológicas pueden cambiar bruscamente desde un clima tranquilo y diáfano a, en pocos minutos, un clima tempestuoso o producirse el viento blanco del Aconcagua.
Su ascensión no suele requerir el uso de oxígeno artificial.
En la «vía normal» se asciende a través de campamentos de altura con sus correspondientes días de descanso. Los hitos más significativos de la vía son: Campo Base (Plaza de Mulas; 4300 m s. n. m.), El Semáforo (4350 m s. n. m.), Piedras Conway, Plaza Canadá, Piedra de 5000, Cambio de Pendiente, Nido de Cóndores (5250 m s. n. m.), Berlín, Colera, Piedras Blancas, Piedras Negras, Independencia, Portezuelo de los Vientos, Gran Travesía, La Canaleta y Cumbre del Aconcagua (siguiendo el orden creciente de dificultad).
La segunda vía, mucho más peligrosa que la anterior, es la del glaciar de los Polacos. Ésta se aproxima a la montaña a través del valle de las Vacas, asciende hasta la base del glaciar de los Polacos y cruza la vía normal hasta la subida final a la cumbre.
Las vías desde las crestas situadas al sur y suroeste son las más duras, considerándose la Pared Sur como la más difícil. Se trata de una escalada muy comprometida y de alta dificultad en una de las mayores paredes del mundo (3000 m de pared, aproximadamente) La primera ascensión de la Pared Sur fue realizada el 25 de febrero de 1954 por los franceses Pierre Lesueur, Adrien Dagory, Edmond Denis, Robert Paragot, Lucien Berardini y Guy Poulet. El jefe de la expedición era René Ferlet.

### Ascensiones históricas

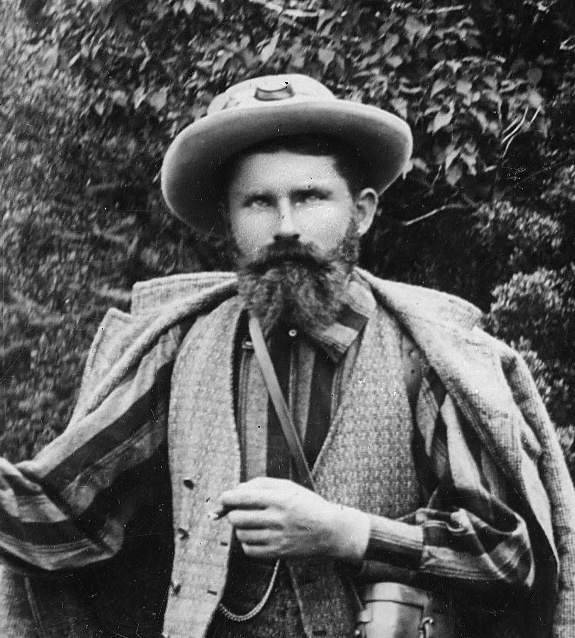
El suizo Matthias Zurbriggen (1856-1917) coronó por primera vez el Aconcagua en 1897.

La primera ascensión registrada al Aconcagua se realizó en 1897 por una expedición liderada por el británico Edward FitzGerald (1871-1931). La cumbre fue alcanzada por el suizo Matthias Zurbriggen (40) el 14 de enero y por otros dos miembros de la expedición unos días después.
El primer argentino en hacer cumbre fue Nicolás Plantamura, perteneciente al Ejército Argentino, el 8 de marzo de 1934; en esta misma expedición también participó el arriero Mariano Pastén, quien se convirtió en el primer chileno en alcanzar la cumbre. La primera mujer fue la francesa Adriana Bance, el 7 de marzo de 1940, quien ascendió acompañada por miembros del Club Andinista de Mendoza.
En 1952, los miembros del Club Alemán Andino o DAV Santiago, Eberhard Meier, Ludwig Krahl y Wolfgang Förster completaron el ascenso por la llamada ruta chilena o de Güssfeldt. Esta ruta nace en territorio chileno y asciende por el valle del río Colorado para cruzar por algunos de los pasos hacia territorio argentino y a través del glaciar de Güssfeldt se conecta con la ruta normal en su último tramo. Esta ruta ya había sido intentada en 1883 por el científico alemán Paul Güssfeldt, quien debido al mal tiempo fracasó en su intento de hacer cumbre a poca distancia de ella, alcanzando los 6600 m s. n. m. (metros sobre el nivel del mar).
En septiembre de 1953, los argentinos Emiliano Huerta, H. Vasalla y F. Godoy logran la primera ascensión invernal al Aconcagua, utilizando la ruta normal. Por esta hazaña, la calle principal de la localidad de Puente del Inca lleva el nombre de Huerta.
La «Variante Altoaragonesa»: escalada en 1995, una serie de corredores que salen del glaciar de los Polacos, con una inclinación de 75° y pasos de IV+; tras un largo flanqueo a los 6500 m s. n. m. se unen de nuevo con la Directa, abierta por los aragoneses Javier Subias, José Antonio Hidalgo, Javier Alvira y José Vilalta.La persona más joven en escalar y llegar a la cima del Aconcagua es el estadounidense Tyler Armstrong a la corta edad de 9 años el 25 de diciembre de 2013. Junto a su padre y guías andinistas, tomaron la ruta central del Glaciar de los Polacos. Cabe destacar que el joven Armstrong batió un récord mundial al hacer esta hazaña.
La segunda persona más joven en llegar a la cumbre del Aconcagua fue la niña india Kaamya Karthikeya, con 12 años, cuatro meses y 18 días. Lo hizo el 1 de febrero de 2020.
En diciembre de 2014, el corredor español de carrera de senderos Kilian Jornet estableció un nuevo récord de velocidad de subida y bajada al Aconcagua, al marcar un tiempo de 12 horas y 49 minutos.
Karl Egloff es un deportista suizo-ecuatoriano que se ha desempeñado en el ciclismo y el montañismo. El 19 de febrero de 2015 rompió el récord mundial de trepada en velocidad con un tiempo de ascenso y descenso de 11 horas y 52 minutos.

## Mortalidad
Se considera que el Aconcagua posee el índice de mortalidad más alto en Sudamérica (aproximadamente tres fallecimientos por año). Esto se debe a que al ser posible lograr el ascenso con relativa sencillez, personas sin la debida preparación se presentan a hacer el intento. Los escaladores palidecen ante el mal de altura y los cambios climáticos extremos, con vientos fuertes como resultado de la proximidad de la montaña al Océano Pacífico.
Desde que iniciaron los registros en el año 1926, más de cien personas han fallecido en el Aconcagua. Entre los años 2001 y 2012, de las 42 731 personas que buscaron alcanzar la cumbre del Aconcagua, 33 murieron, lo que indica una tasa de mortalidad de 0,77 cada 1000 individuos.

## Cementerio de los Andinistas
En las cercanías del Puente del Inca se encuentra el denominado Cementerio de los Andinistas. Este comenzó a alberguer el cuerpo de trabajadores que morían durante la construcción del Ferrocarril Trasandino Los Andes-Mendoza. Posteriormente, a partir de 1928 comenzaron a enterrarse andinistas que fallecían al intentar el ascenso del cerro Aconcagua. Allí se encuentran varios andinistas, como Juan Stepanek, Albert Kniel, Adriana Bance (primera mujer que hizo cumbre), Juan Jorge Link, Nicolás Plantamura y Walter Schiller, entre otros.